# Cathédrale catholique romaine Saint-Joseph de Liepāja
La cathédrale catholique romaine Saint-Joseph de Liepāja (en letton : Liepājas Svētā Jāzepa Romas katoļu katedrāle) est une église catholique de la ville de Liepāja en Lettonie.
L'édifice est un monument architectural d'importance nationale et un monument d'histoire culturelle, ainsi que la plus grande église catholique de Courlande.

## Histoire
Liepaja abritait une petite église en bois, construite en 1508 et dédiée à Sainte Anne.
Elle avait un autel en pierre noire, et le jardin de l'église était entouré d’un mur en pierre.
Cette première église de Liepāja était une branche de l'église de Grobiņa.
Vers 1560, l'église fut convertie au culte luthérien. Après la Réforme, les fidèles de l'Église catholique ont dû se rendre en Lituanie pour recevoir le baptême et les autres sacrements, car ils ne disposaient plus d'un lieu de culte catholique.
Parfois, des jésuites venaient à Liepāja, pour effectuer des missions et distribuer les saints sacrements. À partir de 1714, Liepāja était desservie par les prévôts de Kuldīga et de Vecpils.
En 1747, une petite église en pierre, dédiée à Saint-Joseph, fut construite à Liepāja.
Le troisième dimanche de chaque mois, le doyen de Vecpils célébrait les services religieux.
Le premier doyen de Liepāja fut le prélat Goldbergs en 1762.
Avec le développement de la ville et l’augmentation du nombre de fidèles, l’ancienne église devint vite trop exiguë.
C'est pourquoi, entre 1893 et 1896, le doyen de l'époque, puis plus tard l'archevêque de Mogilev, E. Ropps, ajouta à l'ancienne église une nouvelle église en briques jaunes de style néo-roman, construite selon les plans de l'architecte Louis Melville. L'ancienne église n'a pas été démolie, mais intégrée à la nouvelle église. En 1911, l'évêque Cirtovts de Lituanie-Courlande consacra l'église en l'honneur de saint Joseph.
Le 8 mai 1937, par la Bulle pontificale « Aeterna salus animarum », le pape Pie XI fonda le diocèse de Liepaja et l'église Saint-Joseph fut élevée au rang de cathédrale.
L'évêque Antonijs Urbš y vécut de 1938 à 1944.
Les 1er et 2 juillet 2007, les reliques de sainte Thérèse de Lisieux furent vénérées dans la cathédrale .

## Architecture

### Extérieur
L'église est un bâtiment en brique jaune, dites de Dantzig, avec une grande tour, trois petites tours et un toit en tôle. La plus grande tour est la tour du clocher.
La cathédrale se compose en réalité de deux bâtiments : la chapelle Notre-Dame, ou l'ancienne église avec des fenêtres au même niveau, et un bâtiment à trois espaces qui a été ajouté ultérieurement, auquel s'ajoutent le presbytère qui a été construit sur trois étages. La chapelle et l'église postérieure sont reliées par un passage. Pour la salle de prière construite ultérieurement, la travée centrale est bâtie plus haut que les travées latérales. Il y a de grandes fenêtres dans les murs latéraux, les fenêtres de la zone médiane sont plus petites, situées dans la partie supérieure, au-dessus du niveau des zones latérales. La partie du presbytère est un bâtiment de trois étages avec des fenêtres à tous les étages. La cathédrale est un édifice néo-roman. Il est entouré du jardin de l'église, clôturé par une grille métallique à poteaux de briques jaunes.

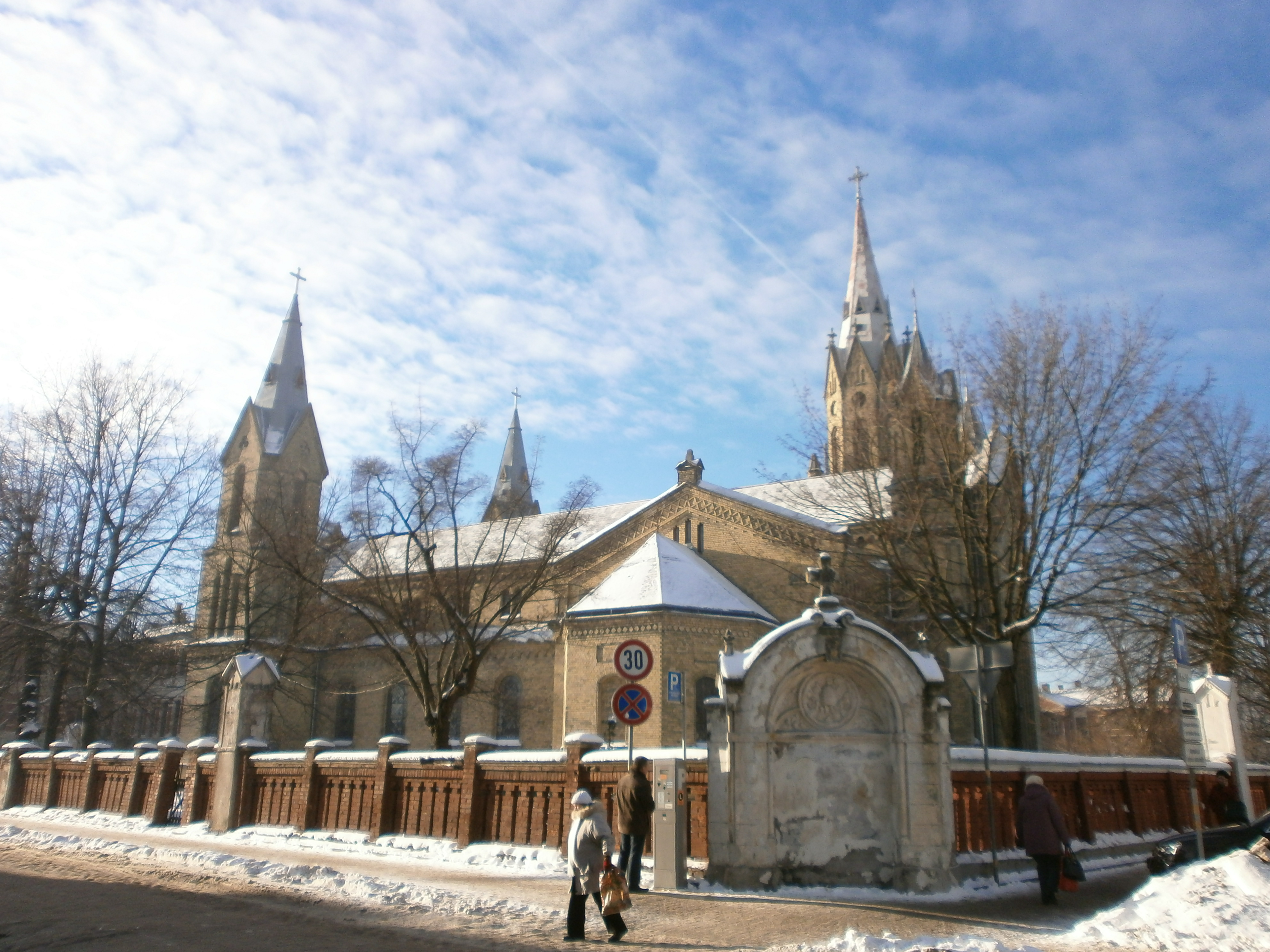
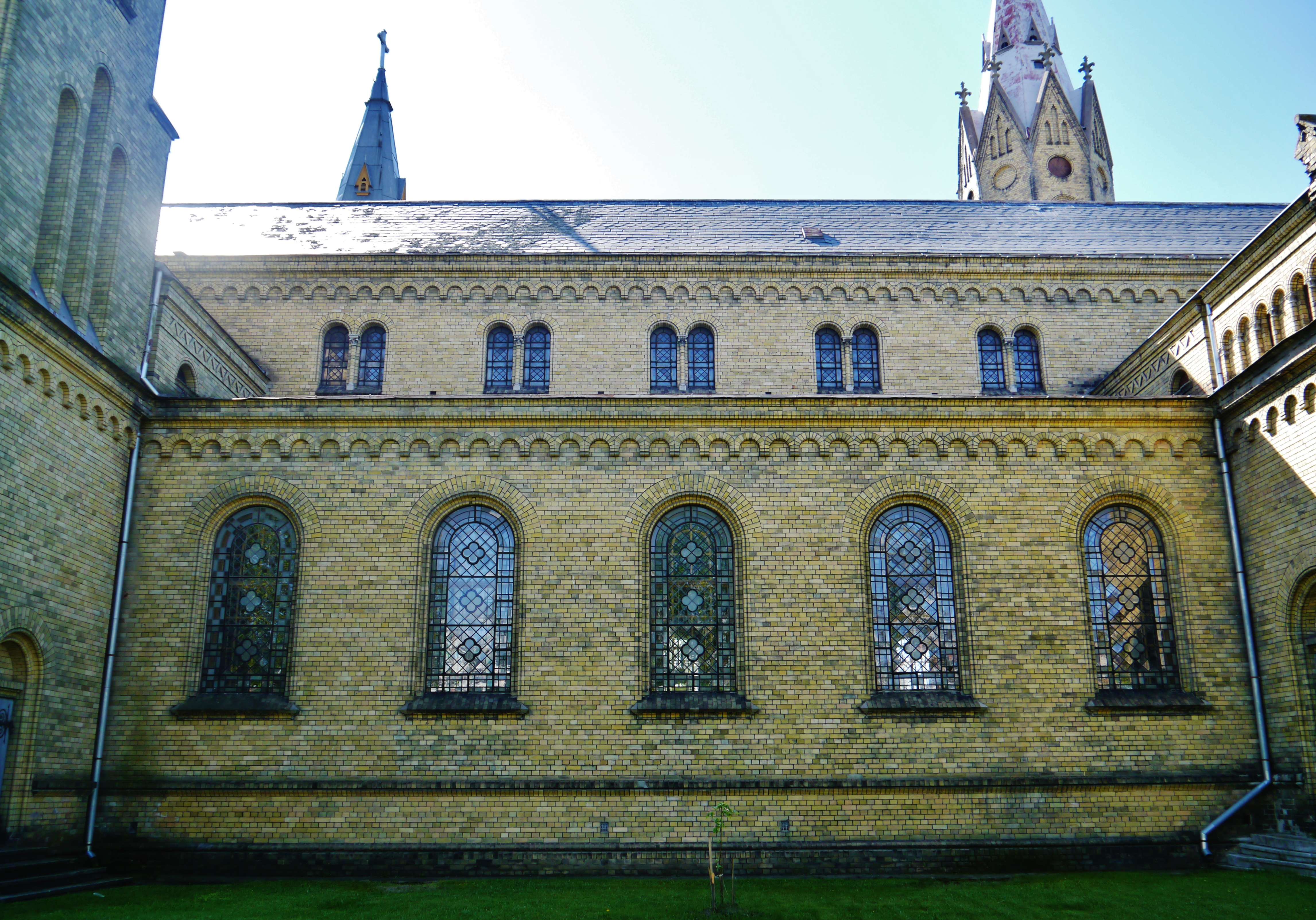
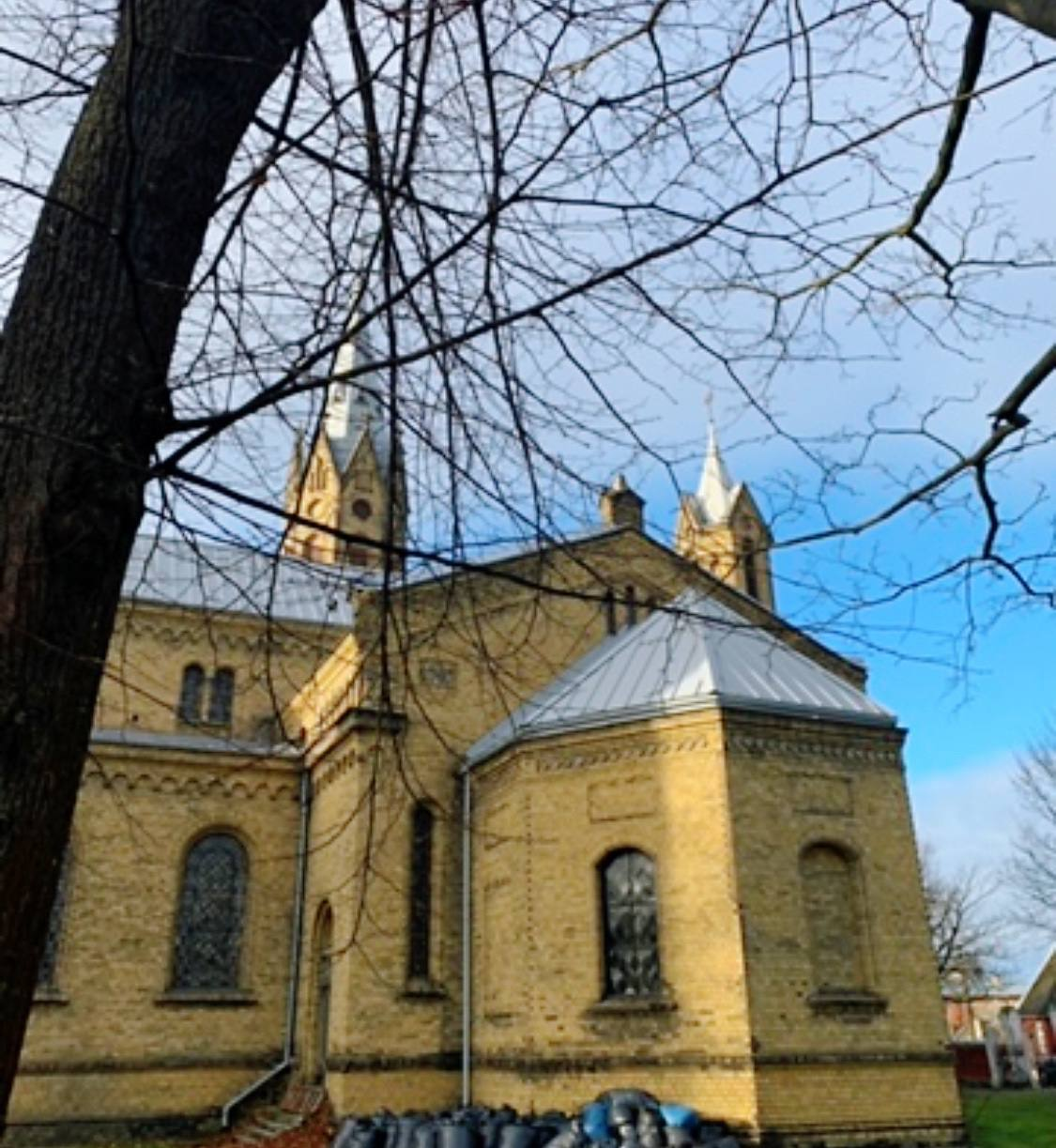
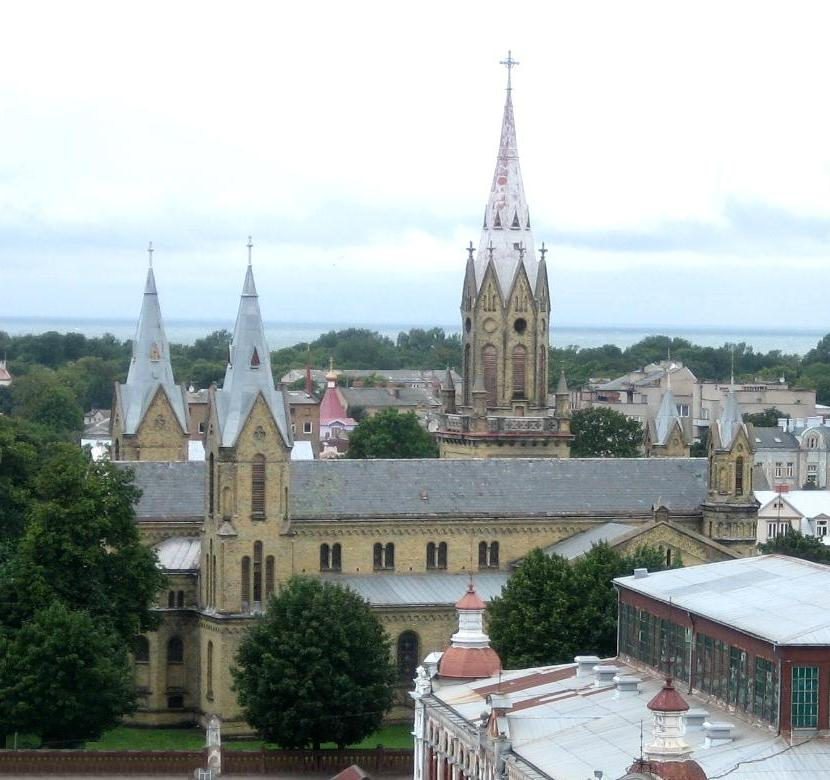

### Intérieur
Au-dessus de l'entrée principale se trouvent les salles du chœur, où se trouve un orgue construit en 1904 par le facteur d'orgue Emīlas Martin, à 28 jeux, l'un des plus grands et des plus grands chefs-d'œuvre. de E. Martin à l'époque en Lettonie.
L'orgue est actuellement sous la protection de l'État. Cet instrument a été renouvelé en 2012.
La nef est divisée en trois espaces par deux rangées de colonnes.
Des scènes bibliques ont été peintes au XIXe siècle sur les colonnes, les murs et les voûtes en bois. Sur le côté gauche se trouvent l'autel de Marie et le passage vers la chapelle construite au XVIIIe siècle, qui est l’ancienne église.
De l'autre côté de l'entrée, tout au fond, se trouve un grand presbytère, des deux côtés duquel se trouvent des sacristies, au-dessus desquelles se trouvent des balcons sur deux étages.
Le maître-autel ou autel central est construit au centre du mur du fond du presbytère.
Au-dessus du dôme se trouve une peinture de la Sainte Famille, Jésus, Joseph et Marie, entourés d'anges musiciens. L'autel central est simple mais riche en sculptures sur bois. Les trois fenêtres du presbytère sont ornées de vitraux représentant la Sainte Trinité, des prophètes et des évangélistes. Sur le côté gauche, près du mur, il y a le siège de l'évêque en bois avec un dais, et à droite, plus près de la table de communion, il y a un ambon.

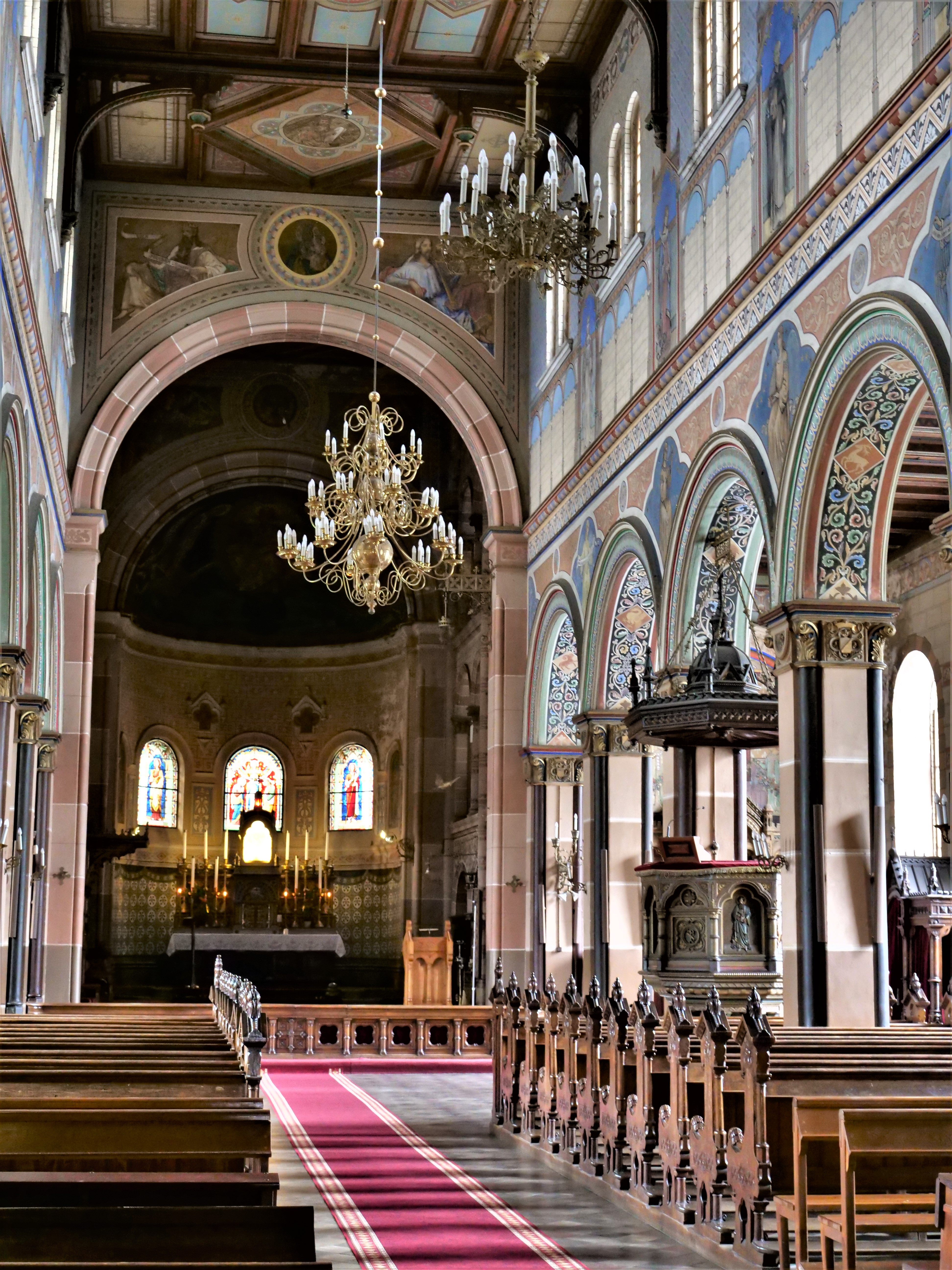
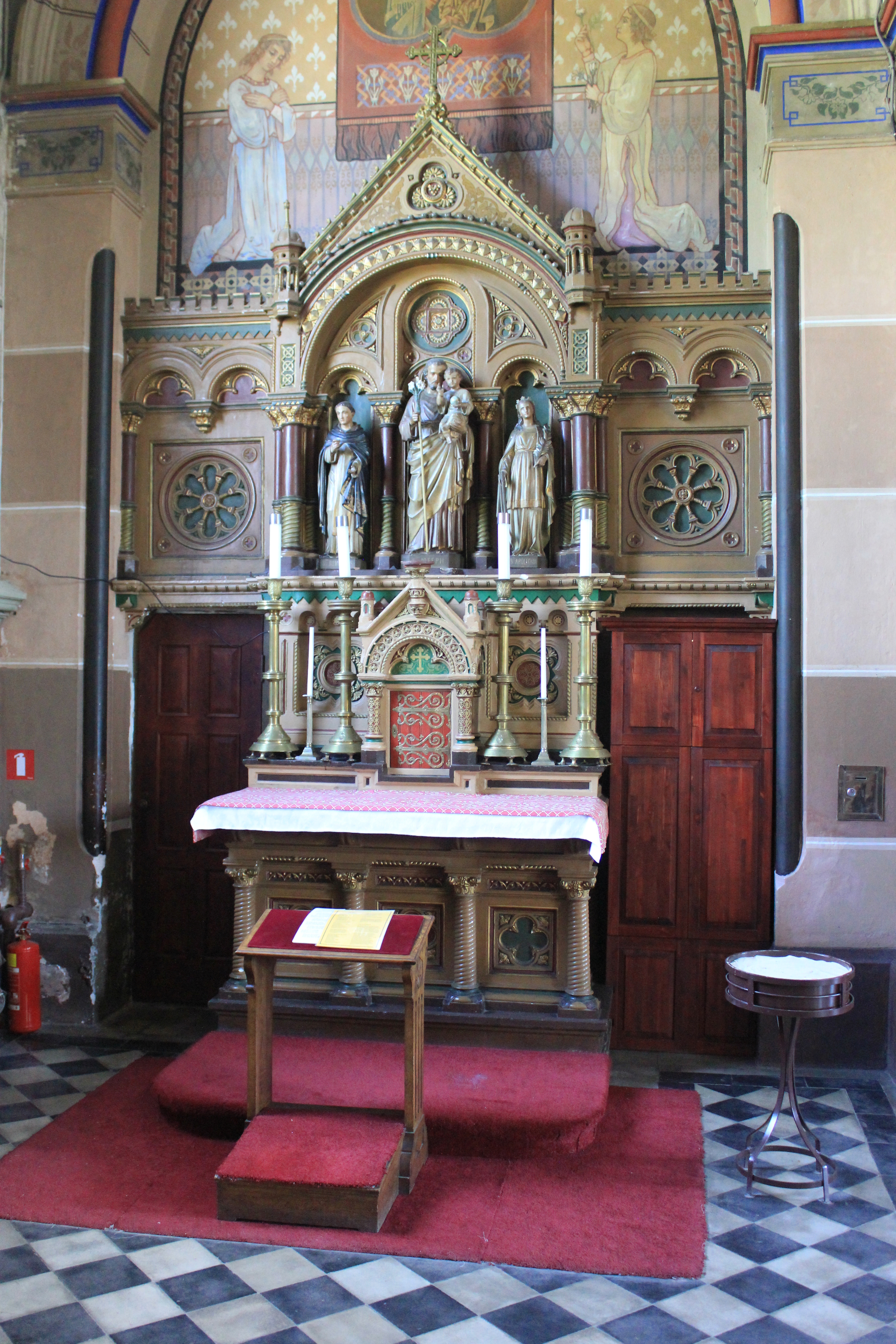
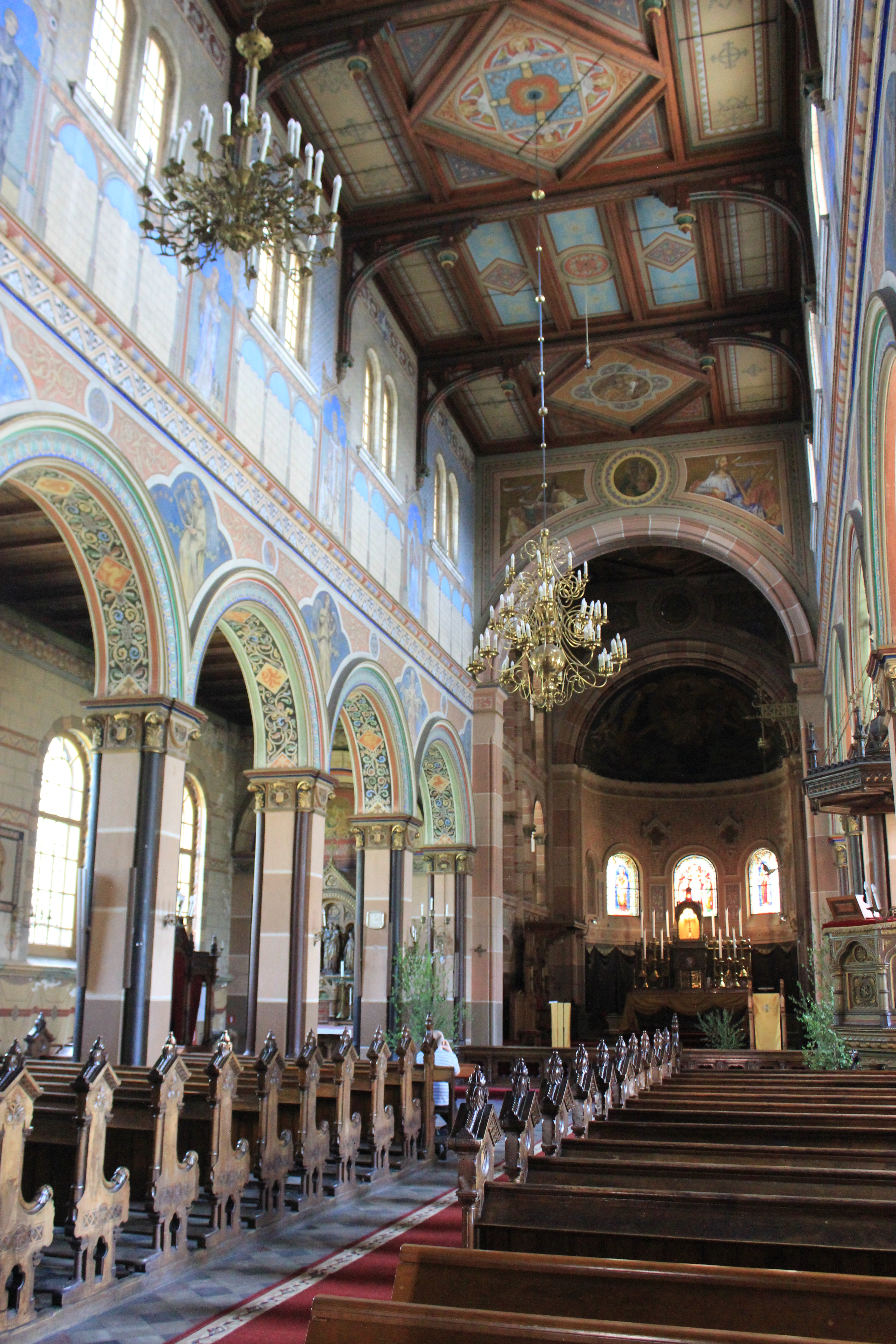
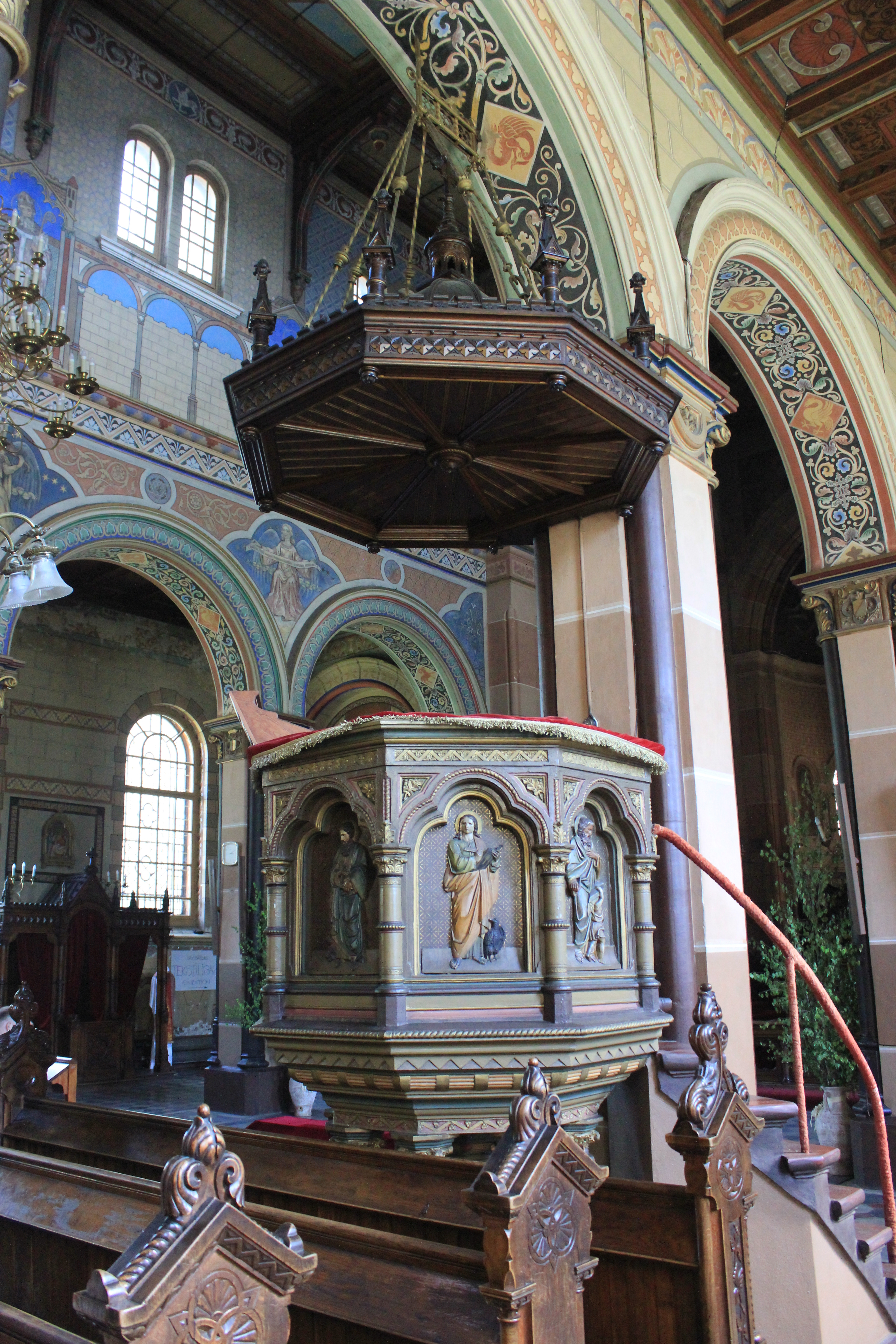
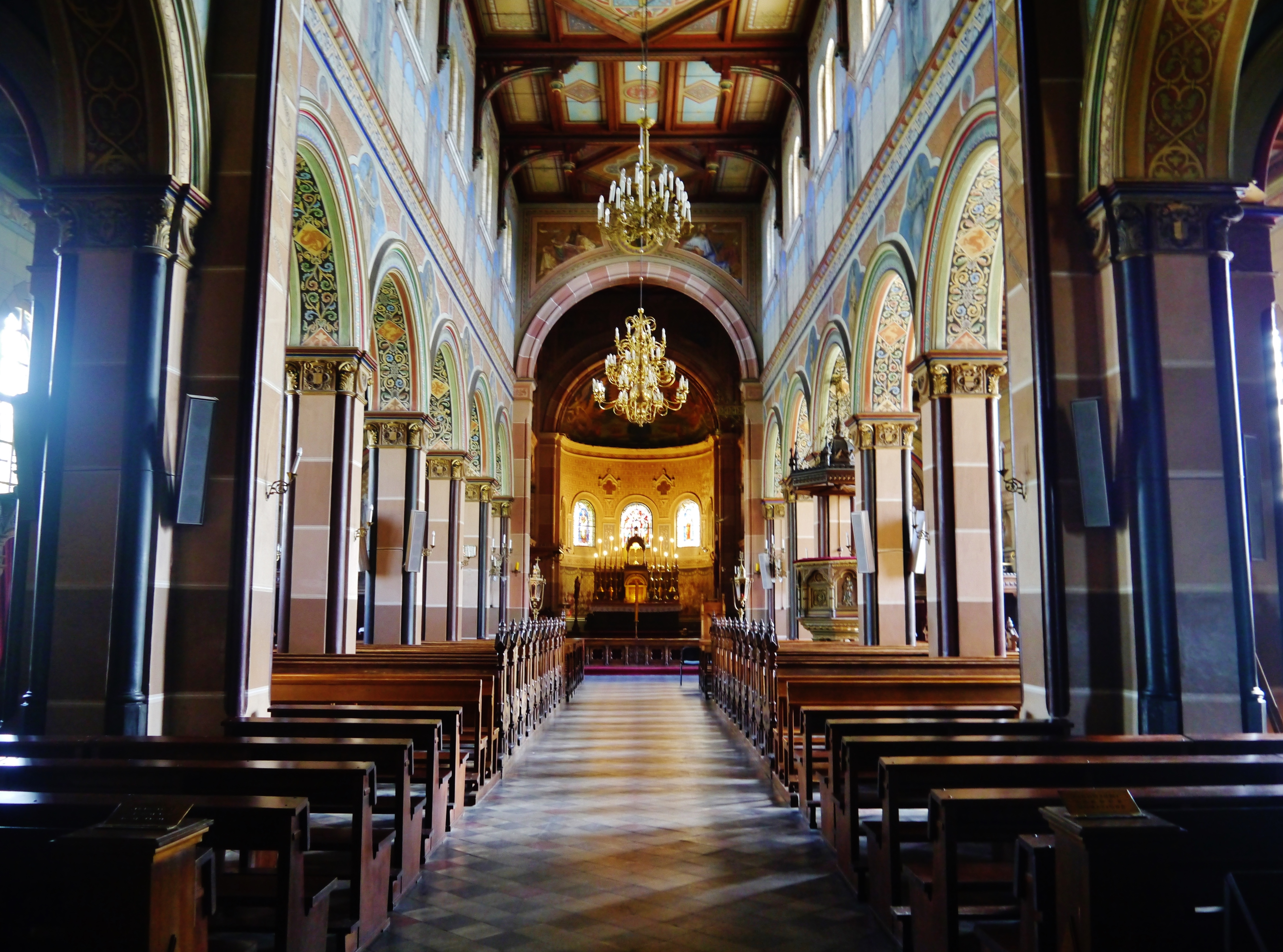
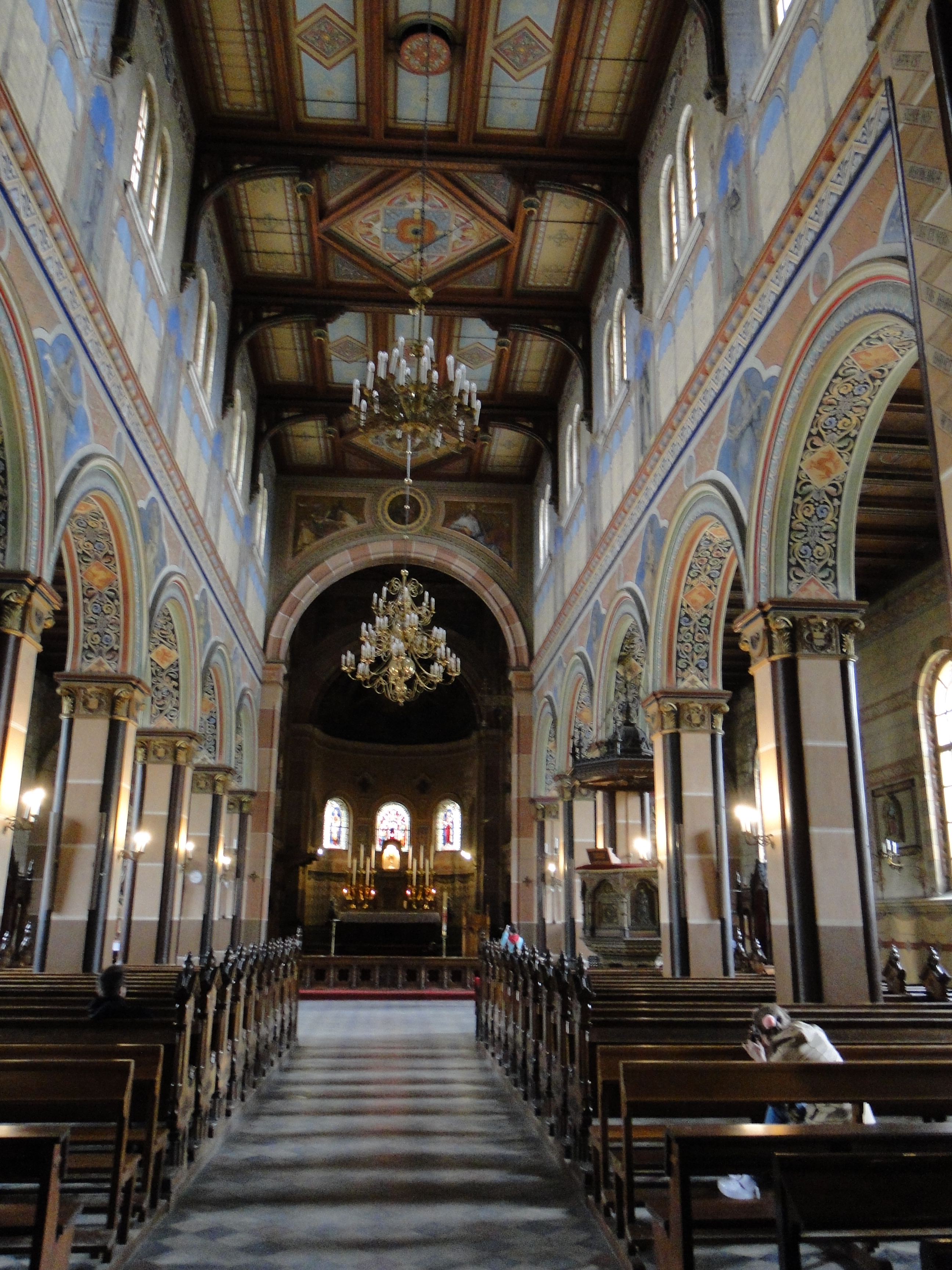